# Crepidiastrum daitoense
Crepidiastrum daitoense là một loài thực vật có hoa trong họ Cúc. Loài này được Tawada mô tả khoa học đầu tiên năm 1971.